# Jörg Klinger
Jörg Klinger ist deutscher Altorientalist.

## Leben
Nach dem Magister 1987 in Konstanz (Die Frühphase der hethitischen Geschichte unter Berücksichtigung der Regierung Ḫattušilis I. und der keilinschriftlichen Quellen) und der Promotion zum Dr. phil. in Bochum 1992 wurde Klinger als Nachfolger von Volkert Haas 2003 Professor für Altorientalistik an der FU Berlin. Er beteiligt sich am DFG-Kolleg-Forschungsgruppe 2615 Rethinking Oriental Despotism und dem DFG-Langzeitprojekt - Oymaağaç-Nerik.

## Schriften (Auswahl)
- Untersuchungen zur Rekonstruktion der hattischen Kultschicht. Wiesbaden 1996. ISBN 3-447-03667-2.
- mit Elisabeth Rieken und Christel Rüster (Hrsg.): Investigationes Anatolicae. Gedenkschrift für Erich Neu. Wiesbaden 2010, ISBN 978-3-447-06383-8.
- Die Hethiter. C. H. Beck, München 2012. ISBN 978-3-406-53625-0.
- mit Sebastian Fischer (Hrsg.): Keilschriftliche Syllabare. Zur Methodik ihrer Erstellung. Gladbeck 2019, ISBN 3-935012-38-1.